# Hyloniscus motasi
Hyloniscus motasi là một loài chân đều trong họ Trichoniscidae. Loài này được Radu miêu tả khoa học năm 1976.